# Ан-Насаи
Абу́ Абдуррахма́н А́хмад ибн Шуа́йб ан-Наса́и (араб. أحمد بن شعيب النسائي‎; 829, Ниса — 915, Рамла) — мусульманский учёный персидского происхождения, один из выдающихся знатоков хадисов. Автор одного из шести самых авторитетных сборников хадисов.

## Биография
Ан-Насаи родился в ныне несуществующем городе Ниса (его нисба дана по имени этого города), который находился западнее современной столицы Туркменистана — Ашхабада.
Вторую половину жизни ан-Насаи провёл в Египте. Его учителем стал Якуб аль-Фасави.
Незадолго до своей кончины отправился в Палестину, где и умер. Причиной отъезда из Египта стала зависть других людей его обширным знаниям. После прибытия в Палестину на него напала группа хариджитов и он скончался от полученных ран. Аль-Хаким писал о нём: «В добавление ко всем своим достоинствам Абу Абдур-Рахман ещё и принял мученическую смерть». Мусульманские биографы были единогласны в причине его смерти.
По словам египетского краеведа Ибн Юнуса ас-Садафи (род. 894; ум. 958), историю города которого Ибн Хаджар аль-Аскалани и ад-Дахаби оценивают в своих биографических трудах, ан-Насаи покинул Фустат незадолго до своей смерти и вернулся в Дамаск в 914 году. Сторонники Омейядов расспросили его там о достоинствах (фадахиле) Мухавии I, о котором он затем отозвался уничижительными замечаниями. Сообщается, что из-за своей привязанности к Али и откровенного неприятия Омейядов он был избит их последователями в главной мечети Дамаска (мечеть Омейядов). Его отправили в Рамлу, где он умер в 915 году. Из-за обстоятельств его смерти, он считается мучеником.
Его могила предположительно находится в Иерусалиме. Другие источники сообщают, что он был похоронен в Мекке.